# Легенде о настанку Котора
Легенде о настанку Котора се односе на град Котор који је један од ретких градова у Црној Гори о коме постоје много легенди. Људи су веровали да су богови утицали на настанак овог града, због лепоте коју овај град има, као и положај на коме се налази. Ове легенде уврштене су у регистар нематеријалног културног наслеђа Црне Горе.

## Легенде о настанку Котора
Постоје више легенди о настанку овог средњевековног града.

### Прва легенда
Изнад Боке, у планини, на литицима брда постојао је град Пестинград, у близини се налазила и једна пећина Вилиници, у тој пећини је живела вила Алкима. Алкима је била једна од много вила које су живеле изнад Боке.
Поморци када су се доселили у Боку, одлучили су да подигну град баш на месту где је Пестинград. Међутим, паметна вила Алкима, саветовала је поморце да не дижу град на планини, где нема ни воде ни соли, већ да га саграде поред мора. Говорила им је да без мора, њима нема живота. Поморци су послушали Алкиму и саградили су град на месту на коме се данас налази Котор. У близини пећине Вилиници, налази се необична фигура од стена, која личи на велика врата, коју је народ Котора назвао Вилина врата. Легенда каже да у одређено доба ноћи кроз ова врата може да се види златан месечев срп који личи на брод на небу. Тада, само они Которани, које је вила изабрала, могу да виде вилу, како седи на Вилиним вратима и чека златни брод, да би запловила по Боки и даље у свет.

### Друга легенда
По легенди се сматрало да су Котор основали Колхиђани, припадници феничанског племена, који су се нашли заједно са Аргонаутима, који су били у потрази за митолошким бићем названим Златно руно.

### Трећа легенда
По једној легенда настанак Котора се везује за вилу која је живела у околним планинама брдовите Црне Горе и она је саветовала цара Стефана да треба да сагради град на самом мору, сматрајућо да без мора, нема живота, говорећи да на брду нема броду пристаништа, а ни коњу поилишта.